# Černohorský střelecký svaz
Černohorský střelecký svaz (černohorsky Streljacki Savez Crne Gore, zkratka SSGC) je národní organizací sdružující sportovní střelce v Černé Hoře. Od roku 2008 je prezidentem admirál Dragan Samardzic.